# Norway.today

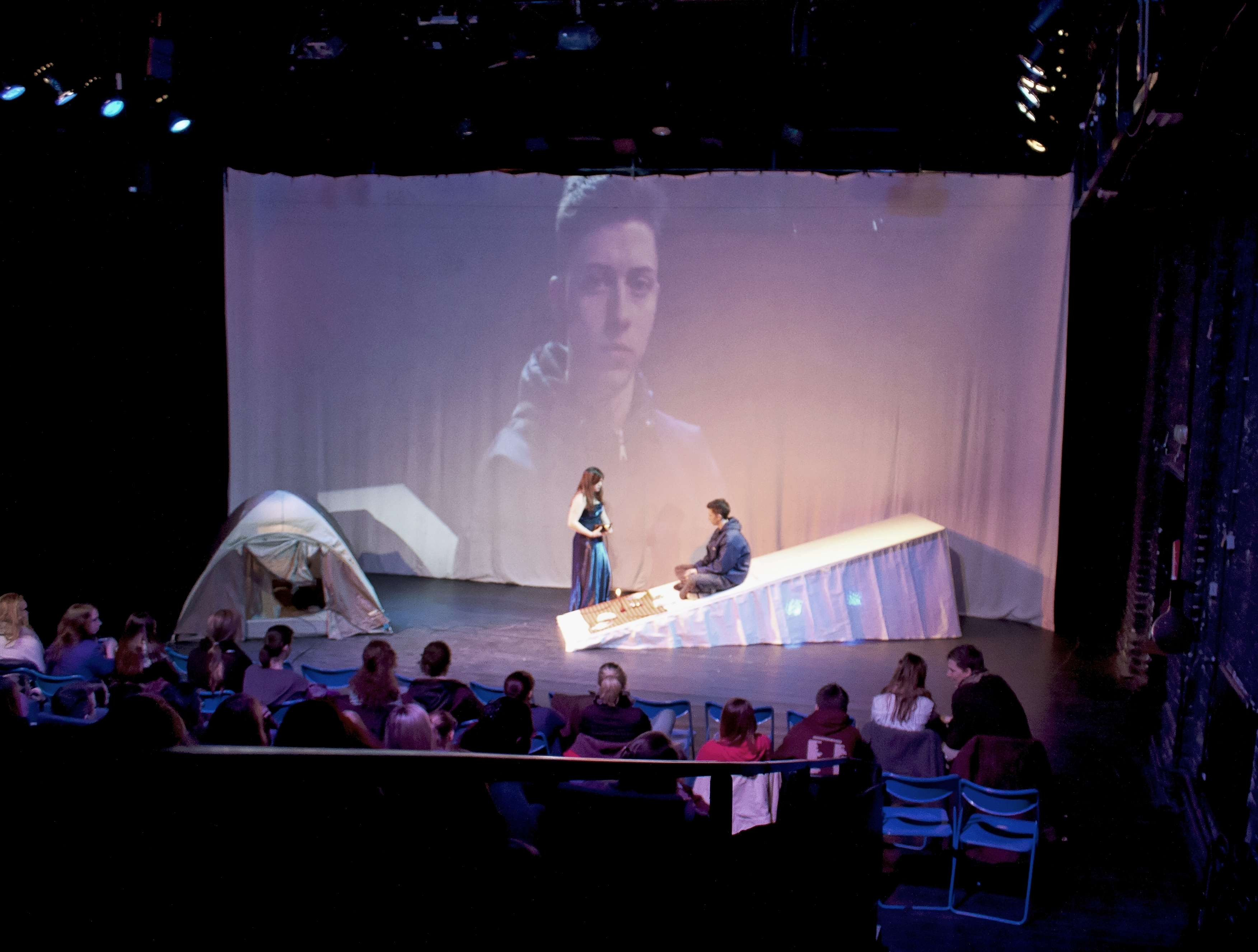
Szene aus Norway.today unter der Regie von René Böttcher durch die Studiobühne Siegburg als Gastspielaufführung an der Bühne der Kulturen

norway.today ist ein modernes Zwei-Personen-Drama von Igor Bauersima, das als Auftragsarbeit für das Schauspielhaus Düsseldorf geschrieben wurde. Bei der Uraufführung am Düsseldorfer Schauspielhaus im November 2000 führte Bauersima selbst Regie. Die Hörspielfassung des Stücks (DLR Berlin 2001) in der Hörspielregie und Bearbeitung von Norbert Schaeffer wurde im November 2001 als Hörspiel des Monats ausgezeichnet.

## Handlung, Hintergrund und Umsetzung
Die lebensmüde zwanzigjährige Julie sucht im Internet Gleichgesinnte, die mit ihr in den Tod gehen wollen. In einem Chatroom lernt sie den neunzehnjährigen August kennen, in dem sie einen solchen Gesinnungsgenossen findet. Die beiden beschließen, ihrem Leben gemeinsam ein Ende zu setzen und machen sich auf, um in Norwegen vom 600 Meter hohen, schneeverwehten Preikestolen-Felsen am Lysefjord in den Tod zu springen.
Das Stück basiert auf einer wahren Begebenheit, auf die der Autor durch eine Zeitungsnotiz im Spiegel aufmerksam wurde.
Igor Bauersima sieht den Jugendlichen nicht nur beim Chatten zu, sondern blickt auch tief in ihr Inneres. So steht vor dem Tod das Spiel: Eine Videokamera, die ihre gefilmten letzten Botschaften an die Lebenden überbringen soll, ermöglicht den beiden den Umgang mit ihrer Realität und schafft das Vertrauen, das sich im wirklichen Leben zu bewähren haben wird. norway.today ist ein Stück über Sinn und Sinnlosigkeit des Lebens, eine Story, die Lebensmut vermittelt, ein anfänglicher Egotrip, der letztlich aber zu Gegensätzlichem führt. Das Ende bleibt offen.

## Rezeption und Auszeichnungen
norway.today war in den Jahren 2003 und 2004 das meistinszenierte Stück auf deutschen Bühnen, es wurde in mehr als 20 Sprachen übersetzt und weltweit bereits an über 200 Theatern gespielt. Die oftmals ausverkauften Aufführungen haben vor allem ein vorwiegend jugendliches Publikum in die Zuschauerränge gebracht.
2001 erhielt das Stück im Rahmen der Mülheimer Theatertage das Publikumsvotum. Bauersima wurde in der Kritikerumfrage der Zeitschrift Theater heute zum deutschen Nachwuchsautor des Jahres 2001 gewählt und mit dem Berner Buchpreis ausgezeichnet.
In der Uraufführung verkörperte Birgit Stöger die Rolle der Julie und Christoph Luser die Rolle des August. Die beiden wurden 2001 mit dem Förderpreis für Darstellende Kunst der Stadt Düsseldorf ausgezeichnet.

## Textausgabe
- Igor Bauersima: norway.today. 3 Theaterstücke. 9. Auflage. Fischer-Taschenbuch-Verlag, Frankfurt am Main 2011, ISBN 978-3-596-16144-7 (Originalausgabe: erschien unter gleichem Titel im gleichen Verlag, Frankfurt am Main 2003, ISBN 3-596-16144-4).